# Кунъе
Кунъе (кор. 궁예, правил в период с 901 по 918 год) был правителем недолго существовавшего государства Тхэбон (см. также: Поздние три корейские государства) на Корейском полуострове. Хотя он был представителем королевской семьи Силла, именно Кунъе в конце IX-го века возглавил повстанцев против непопулярного среди народа правительства, которое перестало обращать внимание на простое население.

## Жизнеописание
Точная дата рождения Кунъе неизвестна, но возможно это был 857 год. Был внебрачным сыном вана Силлы: по одним данным — Ыйджона, по другим — Кёнмун-вана. В «Хрониках трёх королевств» жизнеописание Кунъе помещено в раздел «Мятежники», что говорит о негативной оценке его исторической роли в последующие эпохи. В жизнеописании сказано, что родился Кунъе во время корейского традиционного праздника Тано. Тогда один предсказатель сказал, что ребёнок принесёт несчастье Силле и всему корейскому народу, и ван приказал убить своего сына, но мать и служанка его спасли.
Не имея никаких надежд ни на престол, ни на высокую должность, Кунъе удалился в буддийский монастырь Седальса (кор. 세달사), где постригся в монахи. Вскоре Кунъе сблизился с предводителями крестьянских повстанческих армий: в 891 году — с Кихвоном, а в 892 году — с Янгилем (кор. 양길), привлёк на свою сторону часть крестьянских сил и с 894 года стал действовать самостоятельно, главным образом на северо-востоке Силлы, в районе современной провинции Канвондо. К концу 890-х годов Кунъе, взяв под контроль необитаемый гористый северо-восток Силла, обратил своё внимание к равнинному северо-западу.
Получив поддержку местных «сильных семей», в том числе Ван Гона, Кунъе в 898 году назначил город Сонак (современный Кэсон) столицей своих владений. В 901 году Кунъе провозгласил себя королём государства «Позднее Когурё» — Ху-Когурё.
Однако новые союзники на западе Корейского полуострова Кунъе казались слишком сильными — настолько, что его не покидал страх за свою жизнь. Поэтому он решил немного отдалиться от союзников, отказавшись от идеи «возрождения» бывшего королевства Когурё и создать своё собственное, никак не связанное с прошлой историей, государство. В 904 году Кунъе изменил название государства на Мачжин и в 905 году перенёс столицу на необитаемый восток — в Чхорвон. Однако он не терял связи ни с Ван Гоном, который командовал флотом Мачжина и успешно расширял территории страны на юго-запад, ни с другими влиятельными лицами, которые поддерживали новую власть.
Обладая значительной властью, Кунъе вообразил, что он и есть Майтрея — Грядущий Будда. В новой столице был построен роскошный дворец, и Кунъе стал требовать самых высоких почестей. Средства расходовались без ограничений. В 911 году Кунъе решил ещё раз сменить название своего государства на Тхэбон, то есть «Великое владение».
Подозрительность Кунъе всё более возрастала. Он обвинял в подготовке заговоров и аристократов, и простолюдинов. Число казнённых по подозрению в «измене» доходило до сотни в день. Суровой судьбы не избежали ближайшие к Кунъе люди: в 915 году он казнил свою жену Кан и двух сыновей.
Недовольство населения Тхэбона стало настолько велико, что в 918 году ряд высокопоставленных сановников — Хонъю (хангыль 홍유, ханча 洪儒), Пэхёнгён (хангыль 배현경, ханча 裵玄慶), Синсунгём (хангыль 신숭겸, ханча 申崇謙), Покчигём (хангыль 복지겸, ханча 卜智謙) и другие выдвинули талантливого военачальника Ван Гона на должность правителя. Кунъе, узнав об этом, попытался скрыться, но был убит солдатом или крестьянами, ошибочно принявшими его за вора.

## Девизы правления
Кунъе вёл собственные девизы правления (ёнхо):
- Мутхэ;
- Сончхэк;
- Судок-мансе;
- Чонгэ.